# موريس ريتشاردز
موريس ريتشاردز (بالإنجليزية: Maurice Richards)‏ هو لاعب دوري الرغبي بريطاني، ولد في 2 فبراير 1945 في Ystrad ‏ في المملكة المتحدة.

## وصلات خارجية
- موريس ريتشاردز عل موقع إسبنسكروم (الإنجليزية)